# Strażnica WOP Karpacz
Strażnica Wojsk Ochrony Pogranicza Wolfschau/Wilcza Poręba/Karpacz – nieistniejący obecnie pododdział Wojsk Ochrony Pogranicza pełniący służbę graniczną na granicy polsko-czechosłowackiej.

## Formowanie i zmiany organizacyjne
Strażnica została sformowana w 1945 w strukturze 1 komendy odcinka Szklarska Poręba jako 1 strażnica WOP (Wolfschau) o stanie 56 żołnierzy. Kierownictwo strażnicy stanowili: komendant strażnicy, zastępca komendanta do spraw polityczno-wychowawczych i zastępca do spraw zwiadu. Strażnica składała się z dwóch drużyn strzeleckich, drużyny fizylierów, drużyny łączności i gospodarczej. Etat przewidywał także instruktora do tresury psów służbowych oraz instruktora sanitarnego. Miejscem stacjonowania strażnicy był późniejszy Dom Wczasowy „Anilana” przy ul. Wilcza 9/11 w Karpaczu.
W 1947 została przeformowana na strażnicę I kategorii o stanie 55 wojskowych.
W związku z reorganizacją oddziałów WOP, 24 kwietnia 1948 strażnica została włączona w struktury 12 batalionu Ochrony Pogranicza, a 1 stycznia 1951 81 batalionu WOP w Szklarskiej Porębie.
Od 15 marca 1954 wprowadzono nową numerację strażnic, a strażnica WOP Karpacz I kategorii otrzymała nr 2. 
W 1956 rozpoczęto numerowanie strażnic na poziomie brygady. Strażnica I kategorii Karpacz była 2. w 8 Brygadzie Wojsk Ochrony Pogranicza.
1 czerwca 1957 rozwiązano strażnicę nr 2 Karpacz i strażnicę nr 3 Śnieżka. W ich miejsce sformowano dwie placówki: Śnieżka i Śnieżne Kotły.

## Ochrona granicy
1. strażnica WOP Wilcza Poręba do 16 listopada 1950 wystawiała placówkę WOP „Wierchy”, która w tym dniu spłonęła, a znajdowała się na rozwidleniu szlaków prowadzących na Śnieżkę, na Równi pod Śnieżką. Stacjonowała tam drużyna strzelców, która przez 7 dni ochraniała granicę państwową i w tym dniu PTT przekazało dla WOP całe II piętro – 12 pokoi w budynku schroniska „Dom Śląski”.

### Strażnice sąsiednie
- 249 strażnica WOP Hermsdorf ⇔ 2 strażnica WOP Hinter Zaalberg – 1946.

## Dowódcy strażnicy
- por. Kazimierz Demski (był w 10.1946)[e]
- ppor. Edward Zawalonka (1952–1953).

## Siły i środki strażnicy
Siły i środki strażnicy WOP w 1945 podano za: Jerzy Prochwicz, Powstanie Wojsk Ochrony Pogranicza (w pięćdziesiątą rocznicę powstania), s. 46.
| Siły i środki strażnicy WOP w 1945 r.             | Siły i środki strażnicy WOP w 1945 r.                                                      | Siły i środki strażnicy WOP w 1945 r. |
| Stan osobowy                                      | Uzbrojenie                                                                                 | Konie                                 |
| ------------------------------------------------- | ------------------------------------------------------------------------------------------ | ------------------------------------- |
| oficerowie – 3 podoficerowie – 11 szeregowcy – 42 | pistolety – 3 pistolety maszynowe, RKM – 25 karabiny wyborowe – 2 karabiny – 23 szable – 7 | wierzchowce – 11 taborowe – 2         |